# Alejandro Marqués
Alejandro José Marqués Méndez (Caracas, 4 agosto 2000) è un calciatore venezuelano con cittadinanza spagnola, attaccante dell'Estoril Praia.

## Carriera

### Club
Nato a Caracas, all'età di 9 anni si è trasferito con la famiglia in Spagna, dove è entrato a far parte della cantera del Barcellona, dopo essersi messo in mostra durante un torneo giovanile.
Il 25 gennaio 2020 viene ceduto alla Juventus, nell'ambito dello scambio con il connazionale Matheus Pereira, che compie il percorso inverso. Aggregato alla formazione Under-23, esordisce con i bianconeri il 16 febbraio, in occasione dell'incontro di Serie C vinto per 2-1 sul campo del Monza. Realizza la sua prima rete in campionato il 13 luglio, nell'incontro pareggiato per 2-2 in casa della Carrarese.
Il 27 agosto 2021 viene ceduto in prestito al Mirandés, militante nella seconda divisione spagnola.
Il 28 luglio 2022 passa in prestito all'Estoril Praia in Primeira Liga.
Il 27 luglio 2023 fa ritorno al club portoghese, questa volta a titolo definitivo, stipulando un contratto triennale.

### Nazionale
Inizialmente, ha deciso di rappresentare la Spagna; nel 2019 ha totalizzato 9 presenze e 3 reti con l'Under-19, vincendo anche l'Europeo di categoria nello stesso anno. Successivamente, accetta la convocazione da parte della nazionale venezuelana, con cui esordisce il 15 giugno nel successo per 1-0 in amichevole contro l'Honduras.

## Statistiche

### Presenze e reti nei club
Statistiche aggiornate al 17 maggio 2025.
| Stagione             | Squadra              | Campionato           | Campionato | Campionato | Coppe nazionali | Coppe nazionali | Coppe nazionali | Coppe continentali | Coppe continentali | Coppe continentali | Altre coppe | Altre coppe | Altre coppe | Totale | Totale |
| Stagione             | Squadra              | Comp                 | Pres       | Reti       | Comp            | Pres            | Reti            | Comp               | Pres               | Reti               | Comp        | Pres        | Reti        | Pres   | Reti   |
| -------------------- | -------------------- | -------------------- | ---------- | ---------- | --------------- | --------------- | --------------- | ------------------ | ------------------ | ------------------ | ----------- | ----------- | ----------- | ------ | ------ |
| 2017-2018            | Barcellona B         | SD                   | 5          | 0          | -               | -               | -               | -                  | -                  | -                  | -           | -           | -           | 5      | 0      |
| 2018-2019            | Barcellona B         | SDB                  | 6          | 1          | -               | -               | -               | -                  | -                  | -                  | -           | -           | -           | 6      | 1      |
| 2019-gen. 2020       | Barcellona B         | SDB                  | 11         | 0          | -               | -               | -               | -                  | -                  | -                  | -           | -           | -           | 11     | 0      |
| Totale Barcellona B  | Totale Barcellona B  | Totale Barcellona B  | 22         | 1          |                 | -               | -               |                    | -                  | -                  |             | -           | -           | 22     | 1      |
| gen.-giu. 2020       | Juventus U23         | C                    | 1+2        | 0+1        | CI-C            | 1               | 0               | -                  | -                  | -                  | -           | -           | -           | 4      | 1      |
| 2020-2021            | Juventus U23         | C                    | 25+1       | 7+0        | -               | -               | -               | -                  | -                  | -                  | -           | -           | -           | 26     | 7      |
| Totale Juventus U23  | Totale Juventus U23  | Totale Juventus U23  | 26+3       | 7+1        |                 | 1               | 0               |                    | -                  | -                  |             | -           | -           | 30     | 8      |
| 2021-2022            | Mirandés             | SD                   | 29         | 7          | CR              | 3               | 3               | -                  | -                  | -                  | -           | -           | -           | 32     | 10     |
| 2022-2023            | Estoril Praia        | PL                   | 15         | 3          | CP+CdL          | 0+4             | 0+2             | -                  | -                  | -                  | -           | -           | -           | 19     | 5      |
| 2023-2024            | Estoril Praia        | PL                   | 31         | 9          | CP+CdL          | 3+3             | 1+0             | -                  | -                  | -                  | -           | -           | -           | 37     | 10     |
| 2024-2025            | Estoril Praia        | PL                   | 33         | 11         | CP+CdL          | 0+1             | 0               | -                  | -                  | -                  | -           | -           | -           | 34     | 11     |
| Totale Estoril Praia | Totale Estoril Praia | Totale Estoril Praia | 79         | 23         |                 | 11              | 3               |                    | -                  | -                  |             | -           | -           | 90     | 26     |
| Totale carriera      | Totale carriera      | Totale carriera      | 159        | 39         |                 | 15              | 6               |                    | -                  | -                  |             | -           | -           | 174    | 45     |

### Cronologia presenze e reti in nazionale
| Cronologia completa delle presenze e delle reti in nazionale ― Venezuela | Cronologia completa delle presenze e delle reti in nazionale ― Venezuela | Cronologia completa delle presenze e delle reti in nazionale ― Venezuela | Cronologia completa delle presenze e delle reti in nazionale ― Venezuela | Cronologia completa delle presenze e delle reti in nazionale ― Venezuela | Cronologia completa delle presenze e delle reti in nazionale ― Venezuela | Cronologia completa delle presenze e delle reti in nazionale ― Venezuela | Cronologia completa delle presenze e delle reti in nazionale ― Venezuela |
| Data                                                                     | Città                                                                    | In casa                                                                  | Risultato                                                                | Ospiti                                                                   | Competizione                                                             | Reti                                                                     | Note                                                                     |
| ------------------------------------------------------------------------ | ------------------------------------------------------------------------ | ------------------------------------------------------------------------ | ------------------------------------------------------------------------ | ------------------------------------------------------------------------ | ------------------------------------------------------------------------ | ------------------------------------------------------------------------ | ------------------------------------------------------------------------ |
| 15-6-2023                                                                | Washington                                                               | Venezuela                                                                | 1 – 0                                                                    | Honduras                                                                 | Amichevole                                                               | -                                                                        | 86’                                                                      |
| 18-6-2023                                                                | East Hartford                                                            | Venezuela                                                                | 1 – 0                                                                    | Guatemala                                                                | Amichevole                                                               | -                                                                        | 46’                                                                      |
| 7-9-2023                                                                 | Barranquilla                                                             | Colombia                                                                 | 1 – 0                                                                    | Venezuela                                                                | Qual. Mondiali 2026                                                      | -                                                                        | 78’                                                                      |
| Totale                                                                   |                                                                          | Presenze                                                                 | 3                                                                        |                                                                          | Reti                                                                     | 0                                                                        |                                                                          |

## Palmarès

### Club

#### Competizioni giovanili
- UEFA Youth League: 1

Barcellona: 2017-2018

#### Competizioni nazionali
- Coppa Italia Serie C: 1

Juventus U23: 2019-2020

### Nazionale
- Campionato europeo di calcio Under-19: 1

Armenia 2019